# Romerolagus diazi
O coelho-zacatuche, teporingo ou coelho-dos-vulcões (Romerolagus diazi) é um leporídeo endêmico do México. É o segundo menor leporídeo do mundo, perdendo apenas para o coelho-pigmeu.